# Mancio Itō
 (janvier 2019).
Si vous disposez d'ouvrages ou d'articles de référence ou si vous connaissez des sites web de qualité traitant du thème abordé ici, merci de compléter l'article en donnant les références utiles à sa vérifiabilité et en les liant à la section « Notes et références ».
Pour les articles homonymes, voir Ito.

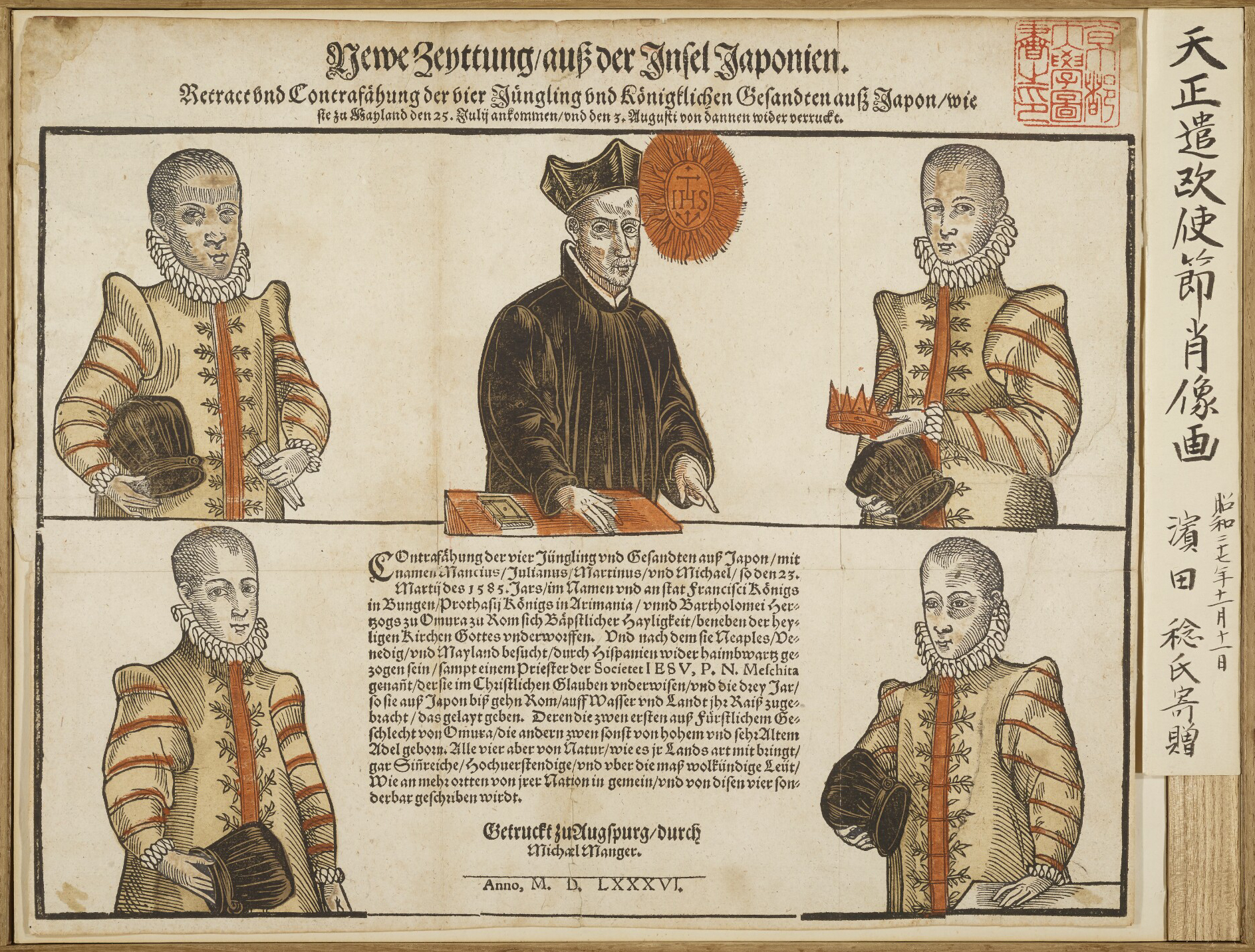
La première ambassade japonaise en Europe, en 1586.
En haut, de gauche à droite : Julião Nakaura, le père Mesquita, Mancio Ito.
En bas, de gauche à droite : Martinão Hara, Miguel Chijiwa.

Mancio Sukemasu Itō (avant son baptême Mansho Itō (伊東マンショ, Itō Mansho)), né en 1570 à Tonokori (Japon) et décédé le 13 novembre 1612 à Nagasaki (Japon), était un samouraï chrétien, et le chef de la première ambassade officielle japonaise en Europe (1582-1590). À son retour au Japon il entre dans la Compagnie de Jésus où il est ordonné prêtre en 1608.

## Biographie
Encore enfant Mansho Ito émigre avec sa famille à Funai (aujourd'hui 'Oita'), où il reçoit le baptême. Il étudie au petit séminaire de Harima, dirigé par les Jésuites. Il y apprend le latin qui lui sera fort utile durant son séjour en Europe.
Il se rend ensuite en Europe dans le cadre d'une ambassade.
À son retour au Japon il est par deux fois invité par Toyotomi Hideyoshi à entrer à son service. Ito refuse, et entre au noviciat de la Compagnie de Jésus le 25 juillet 1591 malgré l'opposition de sa famille. Il reprend des études au collège d'Amakusa et passe quelque temps à Nagasaki (1597) avant de se rendre à Macao pour les études de théologie préparatoires au sacerdoce (1601-1604). Il est ensuite professeur au séminaire d'Harima avant d'être ordonné prêtre en septembre 1608 à Nagasaki. Il fait partie du premier groupe de japonais à être ordonnés prêtres dans la Compagnie de Jésus. 
Dans les années qui suivent Ito fait du travail pastoral visitant les chrétiens des régions de Yamaguchi et Obi. Lorsque les missionnaires étrangers sont expulsés du pays (1611) Ito élargit le rayon de ses voyages missionnaires. Finalement accablé par la maladie, il se retire à Nagasaki où il meurt le 13 novembre 1612.